# Itzquauhtzin
Itzquauhtzin (1475–1520) était un roi (Tlatoani) de la cité-état (altepetl) nahua de Tlatelolco. Il est mentionné dans le codex Chimalpahin

## Biographie
Itzquauhtzin était le fils du roi Tlacateotl et de sa tante Xiuhcanahualtzin et le petit-fils de Quaquapitzahuac et de la reine Acxocueitl. Son frère était le roi de Tezozomoctli.
Il était un quauhtlatoani (dirigeant par intérim). Il fut installé par  l'empereur Axayacatl de Tenochtitlan et fut tué par les Espagnols.
Son successeur fut Diego de Mendoza.